# Frankrikes herrlandslag i rugby union
Frankrikes herrlandslag i rugby union representerar Frankrike i rugby union på herrsidan. Laget har varit med i alla världsmästerskap som hittills har spelats sedan 1987, där de tagit tre andraplatser och en tredjeplats.
Laget deltog i den olympiska turneringen 1900 i Paris, och vann, men räknar sin första officiella match från den 1 januari 1906 i Paris, och förlorade då med 8–38 mot Nya Zeeland.

### Fotnoter
1. ↑  ”Rugby International”. http://www.rugbyinternational.net/countries/france1906-1945.htm. Läst 26 augusti 2011.